# Angela Eagle
Dame Angela Eagle (født 17. februar 1961) er en britisk politiker fra Labour Party.
Hun har været parlamentsmedlem (MP) for Wallasey siden parlamentsvalget i 1992.